# Rodewitz/Spree
Rodewitz/Spree (sorbisch Rozwodecyⓘ) ist ein Dorf in der Oberlausitz und Ortsteil der Stadt Schirgiswalde-Kirschau im Landkreis Bautzen. Der Ort mit 450 Einwohnern liegt ungefähr 8 km südlich von Bautzen, zwischen Großpostwitz und Kirschau, direkt am Fuße des Mönchswalder Berges (447 m).

## Beschreibung
Rodewitz liegt linksseitig der Spree, gegenüber der Einmündung des Cunewalder Wassers im Oberlausitzer Bergland. Südlich des Dorfes mündet das Butterwasser in die Spree. Rodewitz wird überragt vom Mönchswalder Berg (447 m).
Es gibt im Ort einen kleinen Laden („Das Lädchen“) mit dem Angebot überwiegend regional produzierter Lebensmittel, einen steinverarbeitenden Betrieb, zwei Autohäuser, die Freiwillige Feuerwehr und einen Dartclub. Die Grundschule wurde geschlossen. Anstelle der früheren Gaststätte „Erbgericht“ mit Saal wurde 2016 ein neues Dorfgemeinschaftshaus errichtet, in dem Vereine arbeiten.
Vor der Stilllegung von Nebenbahnen in der Region in der Zeit nach 1990 gab es hier zwei Haltepunkte: bis zum 15. August 1998 Bederwitz an der Bahnstrecke Großpostwitz–Löbau und bis zum 12. Dezember 2004 Rodewitz an der Bahnstrecke Bautzen–Bad Schandau. Durch Rodewitz verkehren mehrere Regionalbuslinien zwischen Bautzen und dem Bautzener Oberland.
Der Musiker und Bandleader Adolf Kiertscher hatte in Rodewitz einen seiner Proberäume.

## Geschichte
Der Name Rodewitz stammt vermutlich vom sorbischen Namen Rozwodecy ab. Rozwod bedeutet im Sorbischen in etwa „Trennung“ oder „Auseinanderführung“. Dieser Begriff bezieht sich wahrscheinlich auf die alten Spreeteilungen, könnte aber auch auf das Auseinanderführen von Spreetal, Butterwasser-Tal und dem Tal des Cunewalder Wassers zurückzuführen sein.

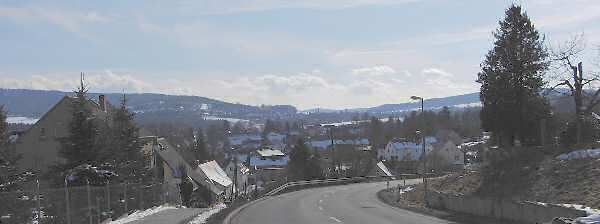
Rodewitz aus Richtung Großpostwitz

Um 1483 wurde ein Rittersitz in Rodewitz erstmals urkundlich erwähnt. Heinrich von Seidlitz, Soldat im schwedischen Heer, verbrachte seinen Lebensabend auf seinem Gut in Rodewitz.
Im 18. Jahrhundert gehörte das Gut Rodewitz zum Majorat des Grafen von Schall-Riaucour auf Gaußig. Vermutlich gehörten die Grundmauern des Hauses Hauptstraße 19 einst zu diesem Rittergut.
Im Jahr 1879 wurde in Rodewitz die erste Schule gebaut. Um 1890 wurde Rodewitz an die Bahnlinie Großpostwitz–Löbau angeschlossen. Für seine Statistik über die sorbische Bevölkerung in der Oberlausitz ermittelte Arnošt Muka in den 1880er Jahren eine Bevölkerungszahl von 386 Einwohnern; davon waren 281 Sorben (73 %) und 105 Deutsche. Damit war Rodewitz neben Kleinpostwitz der südlichste Ort des mehrheitlich sorbisch besiedelten Gebiets und verfügte über einen eigenen Dialekt des Sorbischen, der mittlerweile ausgestorben ist.

## In Rodewitz geborene Persönlichkeiten
- Sonja Wunderlich (* 1935), Gebrauchsgrafikerin